# Diecezja Digne
Diecezja Digne (nazwa oficjalna: diecezja Digne (-Riez-Sisteron)) – diecezja Kościoła rzymskokatolickiego w południowej Francji. Powstała w IV wieku, w 1916 uzyskała obecną nazwę oficjalną. W 2002 została przeniesiona ze zlikwidowanej wówczas metropolii Aix do nowo powstałej metropolii Marsylii.